# Cantó de Borgon Nuòu
El cantó de Borgon Nuòu és un cantó del departament francès de la Cruesa, a la regió de Llemosí. Està inclòs al districte de Garait i té 13 municipis. El cap cantonal és Borgon Nuòu.

## Municipis
- Auriac
- Bòsc Morèl
- Borgon Nuòu
- Faus Masuras
- Mançac la Corriéra
- Mas Barèu Mairinhac
- Mont Bochiér
- Sobrebòsc
- Sent Amand Jartodés
- Sent Desíer las Reinas
- Sent Martin Senta Catarina
- Sent Peir Charnhac
- Sent Priéch Paluç

## Història
| Data d'elecció                           | Identitat           | Partit | Qualitat |
| ---------------------------------------- | ------------------- | ------ | -------- |
| 1944-1961                                | Gastón Chazette     | SFIO   |          |
| 1961-1983                                | André Chandernagore | PS     |          |
| 1983-1992                                | Jorge Neyra         | PS     |          |
| 1992-1994                                | Alain Gouze         | PS     |          |
| 1994-                                    | Jean-Jacques Lozano | PS     |          |
| les dades anteriors no són pas conegudes |                     |        |          |
|                                          |                     |        |          |

## Demografia
| 1962  | 1968  | 1975  | 1982  | 1990  | 1999  | 2006  |
| ----- | ----- | ----- | ----- | ----- | ----- | ----- |
| 7.288 | 8.417 | 7.642 | 7.276 | 6.716 | 6.280 | 6.084 |